# 카지미에시 3세
카지미에시 3세(폴란드어: Kazimierz III, 1310년 4월 30일 ~ 1370년 11월 5일)는 피아스트 왕조의 마지막 폴란드왕이다. 브와디스와프 1세와 야드비가 볼레스와우나 사이에서 태어난 아들이다. 대왕(폴란드어: Wielki 비엘키[*])이라는 별칭으로 부르기도 한다.

## 생애 및 업적
카지미에시는 고공 시대의 폴란드를 통일해 피아스트 왕조의 중흥기를 연 브와디스와프 1세의 아들로, 그는 폴란드 역사상 가장 이상적인 군주로 묘사된다.
그의 국가 정책면에서는 일단 볼레스와프 1세 흐로브리에 버금가는 천재성을 보여주었는데, 그는 국제정치 문제에서 대단히 신중하고 능란하게 행동하였었다. 일단 브와디스와프 1세 사후 폴란드는 다시 타협적인 독립 상태가 되었는데, 그는 보헤미아와 튜턴 기사단과의 타협을 택하여 일단 보헤미아의 실레시아 영유권을 인정하고, 대신 폴란드의 왕관을 포기하게 했다. 그리고 포메라니아의 독일 기사단에는 강경책을 썼다.
이어서 우크라이나의 영유권에는 1352년 리투아니아와 타타르족과의 충돌을 물리치고 갈리치아와 볼히니아를 병합하였다. 그러나 카지에미시는 갈리시아에 그리스정교 수좌 대주교구를 설립하는 것을 승인하였고, 이러한 자유로운 통치는 새 영토가 종교적으로 상당히 이질적인 민족임에도 불구하고 폴란드의 통치 하에 놓이는 것을 가능하게 하였다. 그리고 그는 리투아니아를 가톨릭으로 개종시키는 것에 대해 평화적인 개종운동을 펼쳐 헝가리와 룩셈부르크까지도 협조할 정도로 능란한 외교술을 보여주었다.
또한 그는 중부 유럽의 외교 문제에도 개입하여 뛰어난 해결 솜씨를 보여주었었다. 1335년에는 헝가리 비셰그라드에서 헝가리의 카로이 1세 국왕, 보헤미아의 얀 국왕과 함께 2개월에 걸친 회의를 열었다. 이 회의는 헝가리와 폴란드가 합스부르크가에 대항하는 동맹 관계를 수립하는 계기가 된다.
그는 크라쿠프에서 국제 정치 회의를 개최하여 보헤미아의 카렐 1세와 헝가리의 러요시 1세의 의견 차이를 해결하였다. 이어 1364년에는 야기엘론스키 대학교를 건립하였고, 그는 폴란드의 법전을 집대성하여 그의 찬란한 업적을 더욱 빛냈다. 그의 찬란한 업적은 한 나라의 운명이 더 이상 전적으로 국왕의 성격에 좌우되지 않을 정도로 공고한 기반을 쌓았는데, 한편으론 왕권을 약화시키는데 영향을 주기도 하였다.
카지에미시 3세는 후사가 없어서 1370년 외조카인 헝가리의 러요시 1세를 계승자로 임명하고 사망하였다. 이처럼 피아스트 왕조의 마지막 시대를 외국인 왕이 통치했다 해도 외국이 협력한 것은 그의 능력을 전적으로 보여주는 예인 것이다.

## 같이 보기
- 야기에우워 대학교
- 카지미에시 돌니